# Баласубраманиан, Шанкар
Сэр Шанкар Баласубраманиан (англ. Shankar Balasubramanian; род. 30 сентября 1966, Ченнаи, Индия) — британский химик индийского происхождения, исследователь нуклеиновых кислот. Профессор Кембриджского университета, член Лондонского королевского общества (2012) и АМН Великобритании (2011). Рыцарь-бакалавр с 2017 года.
Состоит именным профессором (Herchel Smith Professor) медицинской химии Кембриджа, а также фелло его Тринити-колледжа и старший групп-лидер Cancer Research UK Cambridge Institute (CRUK CI).
Научный основатель Solexa и Cambridge Epigenetix. Член EMBO (2012).

## Награды и отличия
- Corday-Morgan Prize[англ.], Королевское химическое общество (2002)
- Mullard Award[англ.] Лондонского королевского общества (2009)
- BBSRC[англ.] Innovator of the Year (2010)
- Tetrahedron Prize[англ.], Elsevier (2013)
- Heatley Medal and Prize, Biochemical Society[англ.] (2014)
- Chemical Research Society of India[англ.] Medal (2015)
- Королевская медаль Лондонского королевского общества (2018)
- Премия за прорыв в области медицины Лондонского королевского общества (2022)